# Münzkirchen
Münzkirchen település Ausztriában, Felső-Ausztria tartományban, a Schärdingi járásban, területe 21 km².

## Fekvése
Tengerszint feletti magassága 486 méter. Münzkirchen Esternberg, Sankt Roman, Kopfing im Innkreis, Diersbach, Rainbach im Innkreis és Schardenberg településekkel határos.

## Népesség
Lakosainak száma 2572 fő (2018. január 1.).